# دجبريل ديانيسي
دجبريل ديانيسي (بالفرنسية: Djibril Dianessy)‏ (29 مارس 1996 في فرنسا - ) هو لاعب كرة قدم فرنسي في مركز الوسط.

## روابط خارجية
- دجبريل ديانيسي على موقع اتحاد إستونيا (الإنجليزية)
- دجبريل ديانيسي على موقع رابطة كرة القدم الفرنسية للمحترفين (الإنجليزية)
- دجبريل ديانيسي على موقع إي إس بي إن إف سي (الإنجليزية)
- دجبريل ديانيسي على موقع قاعدة بيانات كرة القدم.إي يو (الإنجليزية)
- دجبريل ديانيسي على موقع ليكيب (الفرنسية)
- دجبريل ديانيسي على موقع Soccerway.com (الإنجليزية)
- دجبريل ديانيسي على موقع عالم كرة القدم.نت (الإنجليزية)
- دجبريل ديانيسي على موقع AS.com (الإسبانية)